# Gaston Gallimard

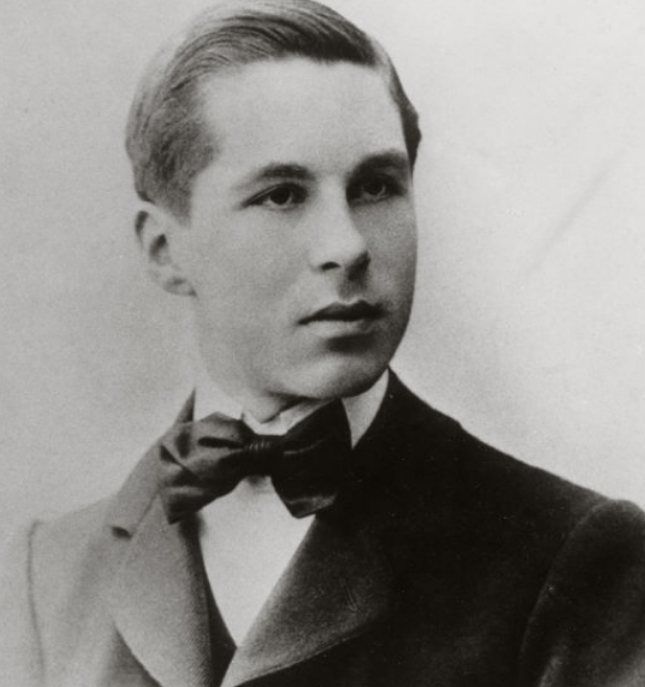
Gaston Gallimard około roku 1900.

Gaston Gallimard (ur. 18 stycznia 1881 w Paryżu, zm. 25 grudnia 1975 w Neuilly-sur-Seine ) – francuski wydawca, założyciel wydawnictwa Gallimard, które odgrywało ważną rolę we francuskim życiu literackim XX wieku. Prowadził także działalność pozaliteracką jako: administrator teatru, magnat prasowy, producent filmowy i organizator koncertów.

## Biografia

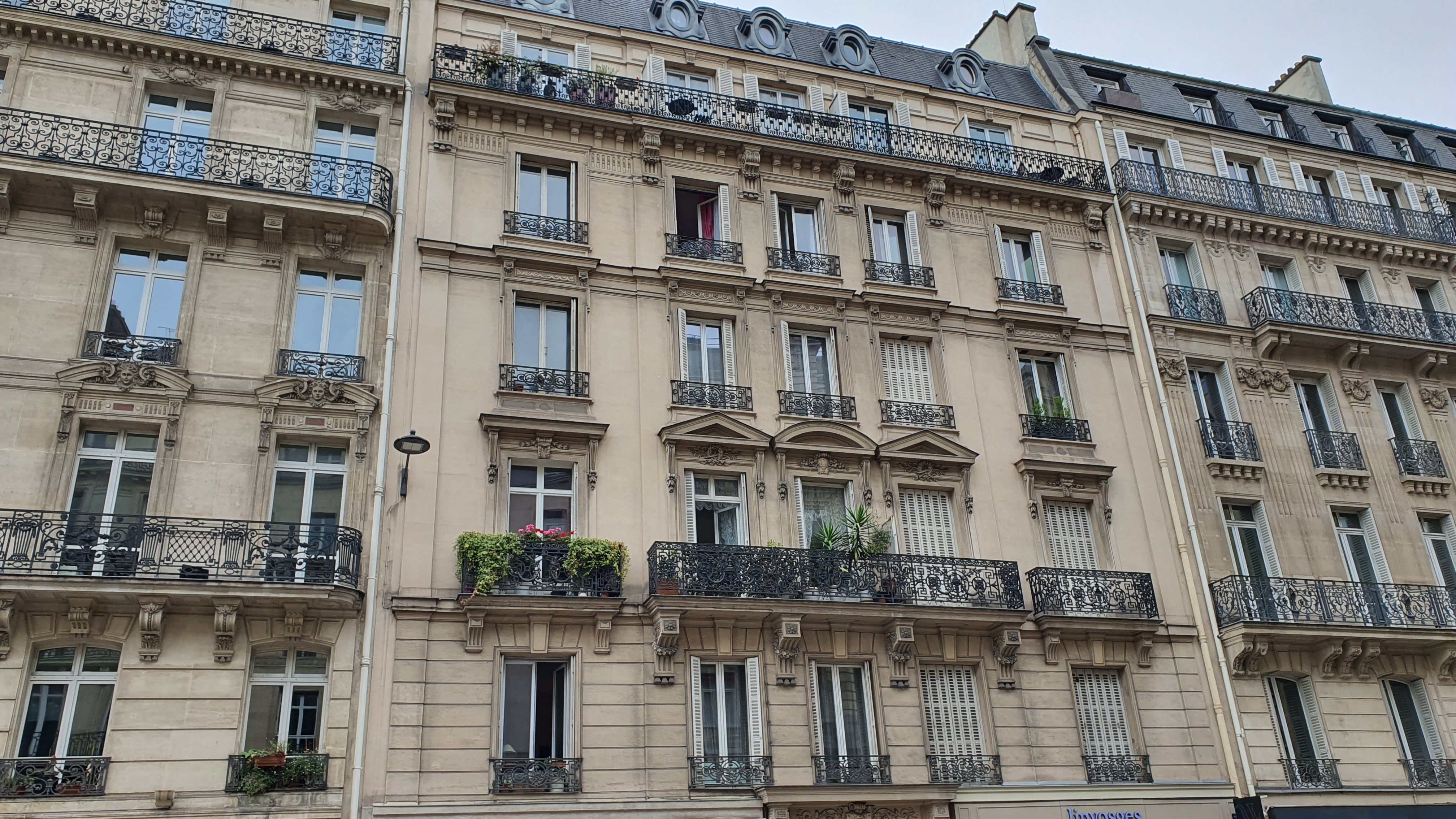
Ulica Saint-Lazare 79 w Paryżu, miejsce urodzenia.

### Młodość i okres studiów
Gaston Sébastien Gallimard urodził się 18 stycznia 1881 w Paryżu, przy ulicy Saint-Lazare 79 w 9 dzielnicy, w domu swoich rodziców, Paula Gallimarda (1850-1929), architekta, i Lucie Duché.
Jego ojciec, Paul Gallimard, syn maklera giełdowego, był rentierem, zajmował się tłumaczeniem dzieł Johna Keatsa dla czasopisma Mercure de France, a także kolekcjonował rzadkie książki oraz obrazy impresjonistyczne. Był przyjacielem Auguste'a Renoira. Często bywał w teatrach. Jego dziadek Gustave Gallimard (1821-1918), wywodził się z rodziny pochodzącej z Saint-Florentin w Yonne (Burgundia), a jego babcią była Henriette Chabrier (1829-1918), pochodząca z Owernii. Jego pradziadek, Sébastien Gallimard (1794-1873), ożenił się z Eugénie Martineau (1799-1878), wnuczką Louisa-Simona Martineau, prawnika, deputowanego z Paryża do Stanów Generalnych i Zgromadzenia Konstytucyjnego oraz sprawozdawcy komisji ds. Konstytucji Cywilnej Duchowieństwa w 1790 r.
Gaston Gallimard uczył się przez siedem lat w Lycée Condorcet, gdzie poznał francuskiego pisarza i noblistę Rogera Martina du Garda. Przerwał naukę po uzyskaniu matury w 1898 roku. Dwudziestoletni Gaston Gallimard był dandysem. Wszystko wskazywało na to że pójdzie w ślady ojca. Został sekretarzem dramatopisarza Roberta de Flersa. Spędzając letnie wakacje w rodzinnej willi Manoir de Benerville w Benerville-sur-Mer (Calvados) w 1907 lub 1908 roku poznał Marcela Prousta.
Ukończył studia w Szkole Nauk Politycznych (École libre des sciences politiques) w Paryżu w 1906 roku.

### La Nouvelle Revue française
W 1910 roku francuskie czasopismo La Nouvelle Revue française założyło dom wydawniczy i zatrudniło Gastona Gallimarda na stanowisku menadżera. Przywiózł ze sobą André Gide'a i przede wszystkim Jeana Schlumbergera, spadkobiercę wielkiego majątku posiadającego ogromny kapitał. 31 maja 1911 roku został mianowany redaktorem naczelnym, a już w 1912 roku objął stanowisko głównego dyrektora. Siedziba firmy do dzisiaj mieści się w Paryżu na ulicy Jacob 31.
17 grudnia 1912, w Paryżu, Gallimard poślubił Yvonne Redelsperger (1884-1968), córkę francuskiego dramatopisarza Jacques’a Redelspergera (1847-1930).
W 1913 roku został mianowany administratorem nowo utworzonego teatru Vieux-Colombier. Tam poznał aktorkę Valentine Tessier, która została jego kochanką. W 1914 roku urodził się jego syn Claude.
Podczas I wojny światowej Gallimard ze względów zdrowotnych został uznany za niezdolnego do walki. Kilkakrotnie przebywał w sanatoriach. Jego aktywność jako wydawcy oraz dyrektora zwolniła. W 1917 roku wyjechał na sześć miesięcy do Nowego Jorku, gdzie towarzyszył trupie Vieux-Colombier w podróży, mającej na celu zaznajomienie Amerykanów z francuską kulturą.
W 1918 roku, po drugim pobycie w Stanach Zjednoczonych, postanowił założyć firmę, wyraźnie odrębną od czasopisma La Nouvelle Revue française i publikowanych przez niego prac (pod marką NRF). Utworzona jako spółka akcyjna 19 lipca 1919 roku firma ta jest obecnie znana jako „Librairie Gallimard ". Jego brat Raymond, udziałowiec, dołączył do niego i przejął zarządzanie firmą.

### Okres międzywojenny
Na początku lat dwudziestych XX wieku rozpętano kampanię prasową przeciwko rosnącym wpływom NRF. Gallimard administratorem czasopisma Les Nouvelles littéraires, założonego przez wydawnictwo Larousse w 1922 r., a następnie przejął od Jacques'a Rivière'a stanowisko dyrektora naczelnego La Nouvelle Revue française.
W 1928 roku założono wydawnictwo ZED, którego celem było wydawanie tygodników (takich jak Détective, Voilà, Marianne itp. oraz magazynów rozrywkowych (takich jak Revue du cinéma ), które chroniło księgarnię Gallimard przed możliwymi upadłościami związanymi z nową działalnością, jaką była prasa periodyczna. Tygodnik kryminalny Détective odnósł wielki sukces.
W 1930 roku Gallimard rozwiódł się z Yvonne Redelsperger i ożenił się z Jeanne-Léonie Dumont .
W 1933 roku wyprodukował film „Pani Bovary” reżyserii Jeana Renoira, w którym główną rolę zagrała Valentine Tessier. Film ten nie odniósł jednak sukcesu. 

### Okupacja niemiecka
Gdy wybuchła II wojna światowa, Gaston Gallimard wraz z rodziną i przyjaciółmi schronił się na południu Francji, w Villalier u francuskiego pisarza Joëgo Bousqueta. Powrócił do Paryża dopiero po zawieszeniu broni w 1940 r. Aby przypodobać się nazistom, oddał przywództwo NRF pisarzowi Drieu la Rochelle  i w zamian za dostawy papieru zgodził się na autocenzurę. Postawa wydawcy wobec okupacji niemieckiej była jednak niejednoznaczna. 
Z jednej strony, organizował w swoim biurze tajne spotkania antynazistowskiego wydawnictwa Lettres françaises założonego przez Jacques’a Decoura i Jeana Paulhana (którzy to byli członkami tajnej organizacji Comité national des écrivains), a z drugiej strony, aby nie urazić okupanta, wydawał tłumaczenia niemieckich klasyków, takich jak Goethe, lub twórców im współczesnych, jak Ernst Jünger .
5 listopada 1940, po wprowadzeniu ustaw antyżydowskich, Gallimard niespodziewanie zwalnił Jacques'a Schiffrina, założyciela i redaktora prestiżowej  kolekcji Pléiade, który następnie uciekł do Stanów Zjednoczonych. Ta decyzja wywołała, "konsternacje" u Rogera Martina du Garda oraz "oburzenie" u André Gide'a . Spowodowała ona również konflikt prawny i finansowy między Gallimardem i Schiffrinem, dotyczący wysokości praw Schiffrina do Plejady w porównaniu z zyskiem wydawniczym ze zbioru dla wydawnictwa Gallimard.
W 1943 roku, po rezygnacji Drieu, odmówił dalszego wydawania pisma NRF, które chciał kierować inny pisarz Ramon Fernandez . Podobnie, odmówił on wydawania broszury Luciena Rebateta Les Décombres.

### Okres powojenny
Samobójstwo Drieu la Rochelle, niezachwiane poparcie ze strony pisarzy ruchu oporu ( Camus, Malraux ) oraz działania Jeana Paulhana pozwoliły Gastonowi Gallimardowi uchronić wydawnictwo Gallimard przed sankcjami ekonomicznymi i zawodowymi wprowadzanymi po wojnie we Francji. Winna wielu kolaboranckich artykułów gazeta „La Nouvelle Revue française”, która mogła ukazywać się nadal za czasów Vichy dzięki wsparciu Otto Abetza, została zakazana w listopadzie 1944 roku (zakaz ten obowiązywał do 1953 r.). 
Gaston Gallimard odkupił w 1946 roku od Jeanne Loviton, kochanki Roberta Denoëla, odziedziczone przez nią 90% udziałów w wydawnictwie Denoël Editions. Dokonał także szeregu zakupów funduszy, takich jak wydania Edmonda Charlotta, wydania Pavois itp. W 1958 roku zakupił również znaczącą część wydawnictwa  Éditions de la Table ronde.
4 stycznia 1960 Albert Camus i Michel Gallimard, syn jego brata Raymonda, i w pewnym sensie jego „ syn przyrodni", zginęli w wypadku samochodowym. Żona Gastona, Jeanne, zmarła w 1968 roku.
Gaston Gallimard, który z czasem tracił coraz więcej sił, stopniowo przekazał schedę nad wydawnictwem swemu synowi Claude’owi, którą kontynuował także jego wnuk Antoine, urodzony w 1947 roku.
Zmarł w 1975 roku w wieku 94 lat. Jego grób znajduje się w normandzkiej miejscowości Pressagny-l'Orgueilleux.

## Dzieła

### Teksty Gastona Gallimarda
- Friedrich Hebbel, Judith, tragedia w pięciu aktach w tłumaczeniu z języka niemieckiego Gastona Gallimarda i Pierre'a de Lanux . Paryż, Éditions de la Nouvelle Revue française, 1911.
- "Il a inventé des auteurs, un public", En souvenir de René Julliard, Paryż, René Julliard, 1963, s. 50.

### Korespondencja
- Jean Paulhan / Gaston Gallimard, Correspondance, wydanie opracowane, przedstawione i opatrzone komentarzem przez Laurence'a Brisseta, Gallimard, 2011.
- Marcel Proust / Gaston Gallimard, Correspondance, wydanie opracowane, przedstawione i opatrzone komentarzem przez Pascala Fouché, Paryż, Gallimard, 1989.
- Jacques Rivière / Gaston Gallimard, Correspondance 1911-1924, wydanie opracowane, przedstawione i opatrzone komentarzem przez Pierre-Edmonda Roberta przy współpracy Alaina Rivière'a, Paryż, 1994.

## Dziedzictwo

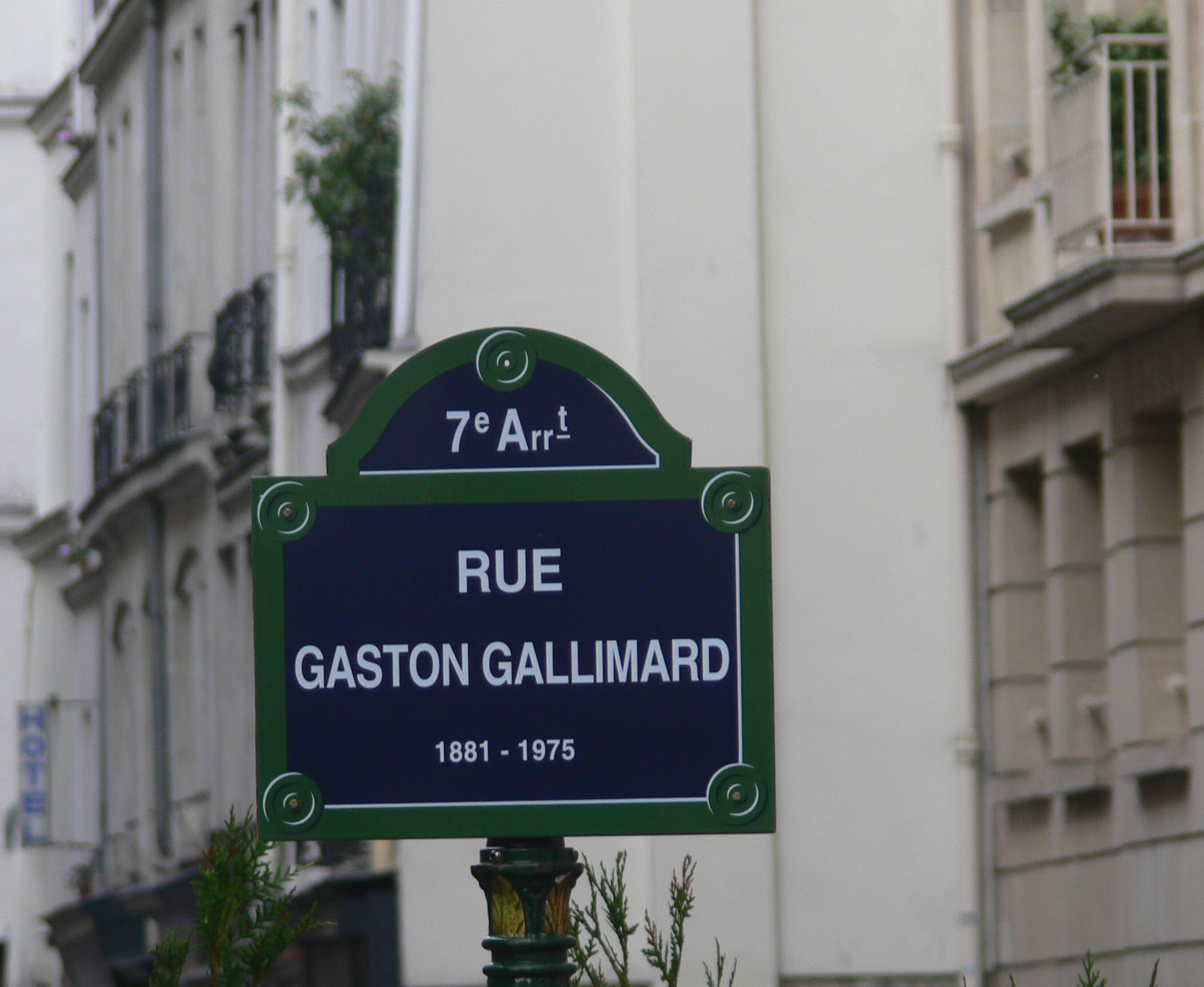
Tablica pamiątkowa na Rue Gaston-Gallimard, odsłonięta 15 czerwca 2011 r.

Dzięki działaniom jego wnuka, Antoine’a Gallimarda, w 2011 roku w Paryżu jego imieniem nazwano część dawnej ulicy Sébastien-Bottin, która dziś nosi nazwę Gaston-Gallimard .

## Załączniki